# Llibre d'artista

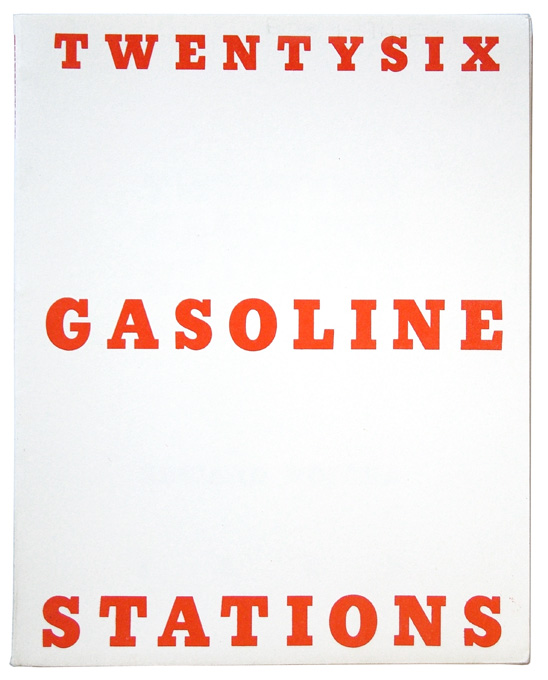
Twentysix Gasoline Stations, 1963 obra d'Ed Ruscha

El llibre d'artista és un llibre ideat i treballat com a obra d'art original, ja sigui única o d'una edició molt limitada i numerada. El llibre es converteix en un suport més, i pot estar format per apunts, pintures, anotacions personals, fotografies, retalls, objectes solts, etc. continguts en una caixa o bé impresos i enquadernats en forma de llibre, i l'obra pot ser fruit del treball d'un o més artistes.
No s'ha de confondre el terme amb el concepte "llibre d'un artista", de gran tiratge, i que normalment presenta la biografia i l'obra de l'artista, i tampoc confondre amb el "llibre de bibliòfil", ideat més per un editor que per un artista. Tanmateix, els artistes han acostumat a ser molt actius en la indústria editorial al llarg dels segles, però els llibres d'artista són produccions sorgides a partir de les darreries del segle xx.
| «               | Els llibres d'artista són llibres o objectes en forma de llibre en els quals l'artista hi té una gran implicació, pensats com a obres d'art per elles mateixes. | » |
| — Stephen Bury, | |   |

## Història dels llibres d'artista

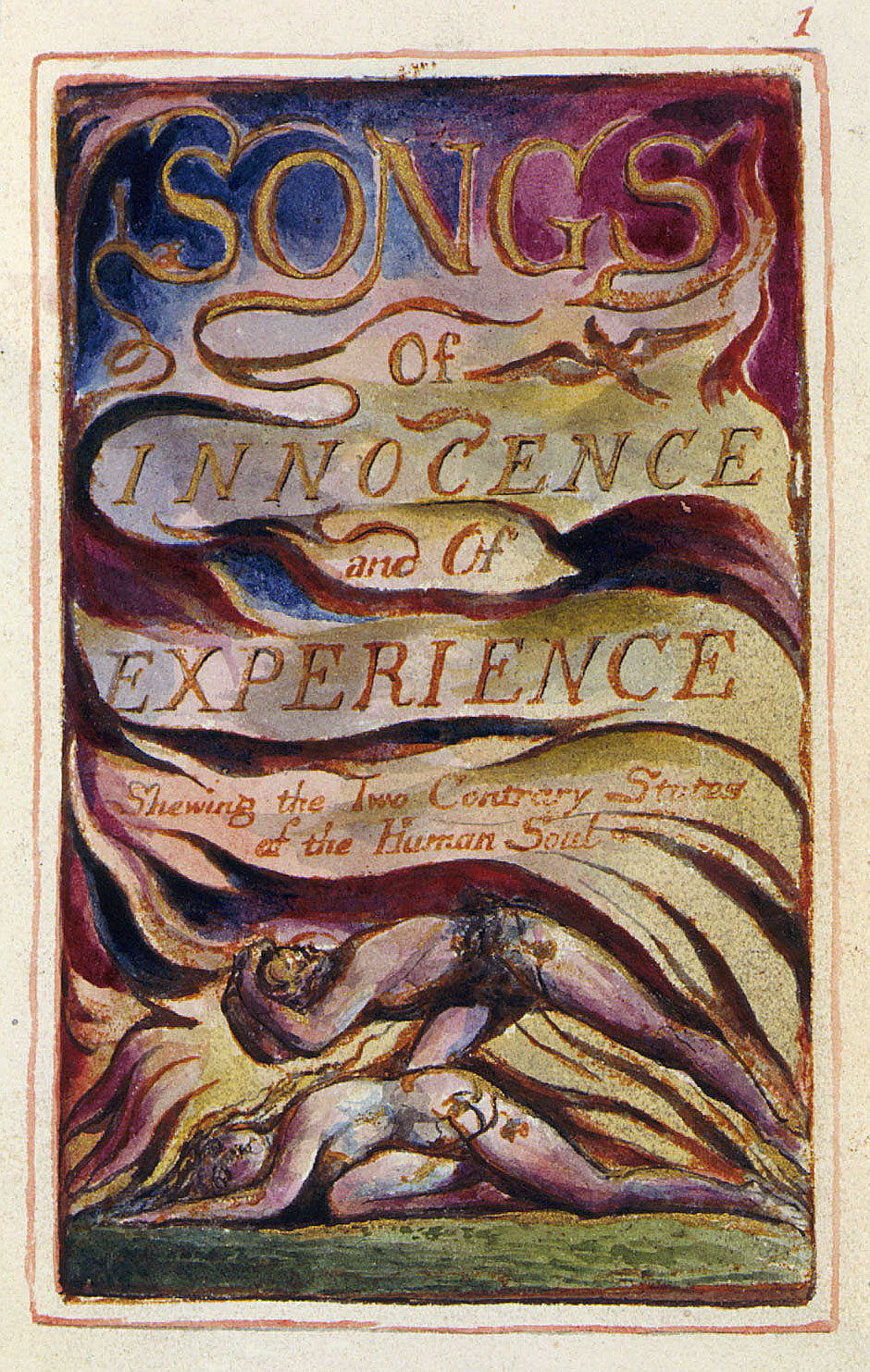
Frontispici de "Songs of Innocence and of Experience de William Blake

### Orígens: William Blake
Per bé que els artistes havien participat de la producció de llibres a Europa des de l'alta edat mitjana, amb obres com el Llibre de Kells o Les molt riques hores del Duc de Berry, normalment es considera que William Blake (1757-1827) va ser l'antecedent més directe pel que fa a la producció de llibres d'artista.
Llibres com Songs of Innocence and of Experience foren escrits, il·lustrats, pintats, acolorits i relligats per Blake i la seva esposa Catherine, i la intercalació de textos manuscrits i imatges creava obres intensament vívides i hermètiques, sense cap precedent obvi. Aquestes obres establiren el punt de partida pels llibres d'artista posteriors, connectant l'autoedició i l'auto-distribució amb la integració del text, imatge i forma. Tots aquests factors han perdurat com els conceptes clau dels llibres d'artista fins al present.

## Les produccions d'avantguarda: 1909-1937
Mentre Europa s'esfondrava en la Primera Guerra Mundial, diversos grups d'artistes d'avantguarda d'arreu del continent van començar a fixar la seva atenció en pamflets, cartells, manifestos i llibres. Aquest gir obeeix tant a la voluntat de guanyar publicitat en un món cada cop més dominat per la impremta com a l'estratègia per esquivar el sistema tradicional de galeries i poder disseminar idees mitjançant creacions assequibles i accessibles a aquells que teòricament no freqüenten galeries d'art.
Aquesta radicalització s'evidencia en el futurisme italià, especialment en Filippo Tommaso Marinetti. La publicació del manifest futurista l'any 1909 a la portada de Le Figaro fou un cop d'efecte que li va proporcionar notorietat internacional. A Londres, per exemple, la visita de Marinetti va precipitar la fundació del vorticisme per part de Wyndham Lewis, llur revista BLAST és un exemple primerenc d'una publicació periòdica moderna. Pel que fa als llibres d'artista d'acord amb els principis futuristes, aquests tingueren un desenvolupament molt destacat a Rússia, que Marinetti visità l'any 1914 tot fent proselitisme dels principis futuristes de la velocitat, el perill i la cacofonia.

### El llibre com a forma d'expressió artística
Aquesta concepció del llibre d'artista va sorgir a la segona meitat del s. XX, concretament, l'any 1963, quan Edward Ruscha realitza la primera edició de Twenty-six Gasoline Stations (26 estacions de gasolina). A partir de llavors, els artistes més avantguardistes decideixen servir-se del llibre com a instrument de ruptura amb l'art anterior, tot i la paradoxa de tractar-se d'un mitjà d'expressió artística tradicional.
La pervivència d'aquest llegat és el que fa que ara, situats en el segle xxi, el llibre continuï tenint una gran vigència. I això contràriament als que ja fa deu anys n'anunciaven la seva fi a causa de l'arribada dels nous suports digitals, que segons ells, el condemnava a desaparèixer. Potser, com afirma Michel Butor (1987), “els únics llibres que ens interessaran en el futur són aquells que puguin ser considerats com a obra d'art.”